# 군외국민학교 화도분교
군외국민학교 화도분교는 대한민국 전라남도 완도군 군외면에 있었던 국민학교 분교이다.

## 역사
- 일자미상 군외국민학교 화도분교 설립 인가
- 1961년 4월 1일 화도분교장 개교
- 1967년 4월 1일 도서벽지학교 '병'급 지정
- 1968년 5월 1일 도서벽지학교 '을'급 조정
- 1973년 3월 1일 도서벽지학교 '병'급 조정
- 1986년 1월 1일 도서벽지학교 '다'급 조정
- 1989년 9월 1일 도서벽지학교 '나'급 조정
- 1991년 3월 1일 폐교 및 군외국민학교 통폐합